# Auguste Maquet
Pour les articles homonymes, voir Maquet (homonymie).
Auguste Maquet, né à Paris le 13 septembre 1813 et mort à Sainte-Mesme le 8 janvier 1888, est un romancier et dramaturge français, connu surtout pour sa collaboration avec Alexandre Dumas.

## Biographie
Aîné de huit enfants, Maquet naquit à Paris, rue Quincampoix, dans une famille aisée. De 1821 à 1830, il fut élève du lycée Charlemagne, où il eut pour condisciples Théophile Gautier et Gérard de Nerval et devint en 1831, à dix-huit ans, un professeur suppléant d'histoire au lycée Charlemagne,. Docteur ès lettres, il se destinait à l'enseignement, mais il fut recalé à l'agrégation de lettres en 1832, puis il abandonna l'Université vers 1835 pour se lancer dans une carrière littéraire.
« Je vais demander à la littérature ce que l'Université me refuse : gloire et profit. »
Il se dirigea vers la littérature indépendante, il publia poésies et nouvelles écrites dans les journaux qui le mirent en rapport avec les jeunes écrivains de l'époque.
Fort lié avec Théophile Gautier, il fit partie de la camaraderie du Bousingot ou Petit-Cénacle (1830), le groupe des romantiques de la seconde génération, sous le nom d’« Augustus Mac-Keat,,, », et composa quelques essais avec Gérard de Nerval. C'est par ce dernier qu'il fit la connaissance d'Alexandre Dumas en décembre 1838. Il lui remit Le Bonhomme Buvat, nouvelle sur la conspiration de Cellamare que la Revue des deux Mondes avait refusée et qui donna Le Chevalier d'Harmental. Alors commença leur collaboration qui dura jusqu'en 1851 et mit en quelques années Auguste Maquet sur le chemin de la renommée.
Auguste Maquet fut pendant plus de douze années président de la Société des auteurs et compositeurs dramatiques. Officier de la Légion d'honneur depuis 1861, il est candidat en 1881 à l'Académie française.
Il mourut le 8 janvier 1888 dans son château de Sainte-Mesme, gagné, comme il le disait gaiement, avec sa seule plume. Il est enterré au cimetière du Père-Lachaise à Paris.
Une rue du 16e arrondissement de Paris, entre le boulevard Murat et le boulevard Exelmans, lui rend hommage.
Ses frères Hector et Charles Maquet sont les fondateurs de la papeterie et maroquinerie de luxe Maquet.

## Collaborateur ou «prête-plume»?

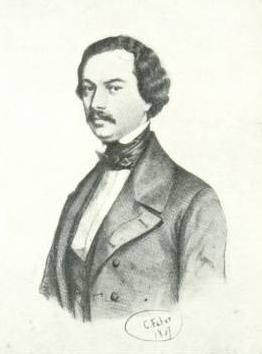
Auguste Maquet. Lithographie de C. Faber, 1847.

La part d'Auguste Maquet dans la collaboration qui l'unit à Alexandre Dumas a fait l'objet de controverses.
Dans sa chronique judiciaire du 5 juillet 1845, Le Feuilleton du journal de la librairie décrit le jugement du tribunal de commerce qui donne raison à Alexandre Dumas :

« M. Baudry [...] éditeur, et qui a acheté de M. Alexandre Dumas le droit de publier un certain nombre d'exemplaires des Trois Mousquetaires, a assigné (l'éditeur) M. Recoules devant le tribunal de commerce, pour voir dire qu'il lui sera fait défense d'attribuer à M. Auguste Maquet les œuvres de M. Alexandre Dumas, et pour s'entendre condamner à 10 000 fr. de dommages-intérêts. [...] Le tribunal [...] a rendu le jugement suivant : Attendu que M. Recoules ne fait point la justification du fait qu'il a annoncé, qu'il a donc commis une mauvaise action qui doit porter préjudice et à Baudry et à Alexandre Dumas [...] fait défense à Recoules, sous peine de 500 fr par chaque contravention, d'insérer ou publier que le sieur Aug. Maquet est l'auteur des Trois Mousquetaires et du Chevalier d'Harmental [...]. »

Lorsque survint le désastre financier d'Alexandre Dumas, Auguste Maquet attaqua ce dernier en justice d'abord pour impayé, et ensuite pour récupérer ses droits d'auteur sur les œuvres auxquelles il avait collaboré. Il s'en expliqua lors des audiences du 20 et 21 janvier 1858 devant le tribunal civil de la Seine. Il fut considéré comme un simple créancier et, moyennant la somme de 145 200 francs payables en onze ans, il renonça à mettre son nom à côté de celui d'Alexandre Dumas sur les livres qu'ils avaient écrits ensemble.
Eugène de Mirecourt, qui révéla l'emploi de collaborateurs par Dumas, rapporte une anecdote dans son pamphlet de 1845 :

« [...] L'auteur des Trois Mousquetaires voulant prouver jusqu'à l'évidence que son chef de manufacture n'ajoutait pas une syllabe et ne retirait pas un iota du travail primitif, composa, séance tenante, sous les yeux d'une demi-douzaine d'intimes, une phrase étrange, une phrase barbare, une phrase de cinq lignes dans laquelle est répété seize fois le mot QUE, cet éternel désespoir de l'écrivain, ce caillou qu'une langue ingrate fait rouler constamment sous notre plume. Jugez de l'harmonie de la période. Les intimes s'écriaient : — Dumas en biffera bien deux ou trois ! — Je parie pour sept. — Il en restera neuf, c'est fort raisonnable !

M. Dumas ne biffa rien.

Le jour suivant, on put voir toute cette fourmilière de QUE grouiller dans le feuilleton du Siècle. »

Pour Joseph-Marie Quérard, bibliographe contemporain des deux auteurs, plusieurs ouvrages ou passages sont du seul Maquet. En revanche, pour Fernand Chaffiol-Debillemont, « Dumas avait seul conçu le plan, dessiné les personnages ; bref il avait été l'architecte de l'édifice dont Maquet ne fut que le maçon. Et la page une fois composée, il y apportait les retouches définitives qui vivifiaient la prose languissante du bon Maquet ; la verve, l'éclat, l'esprit sont bien de sa plume». De même, pour Alain Decaux, « comme pour les peintres de la Renaissance, il faut que l'on prépare tes fresques — et il est juste que Auguste Maquet soit nommé [...] — mais à la fin celui qui tient la plume, c'est toi. »
Dans cette vision, le travail d'Auguste Maquet consistait à rédiger une première copie à partir de ses connaissances historiques. Ensuite celle-ci était réécrite par Alexandre Dumas qui ajoutait son style romanesque. Simone Bertière, étudiant le manuscrit des Trois Mousquetaires, a pu constater qu'un passage occupant douze pages sous la plume de Maquet, en occupait soixante-dix après la réécriture de Dumas.

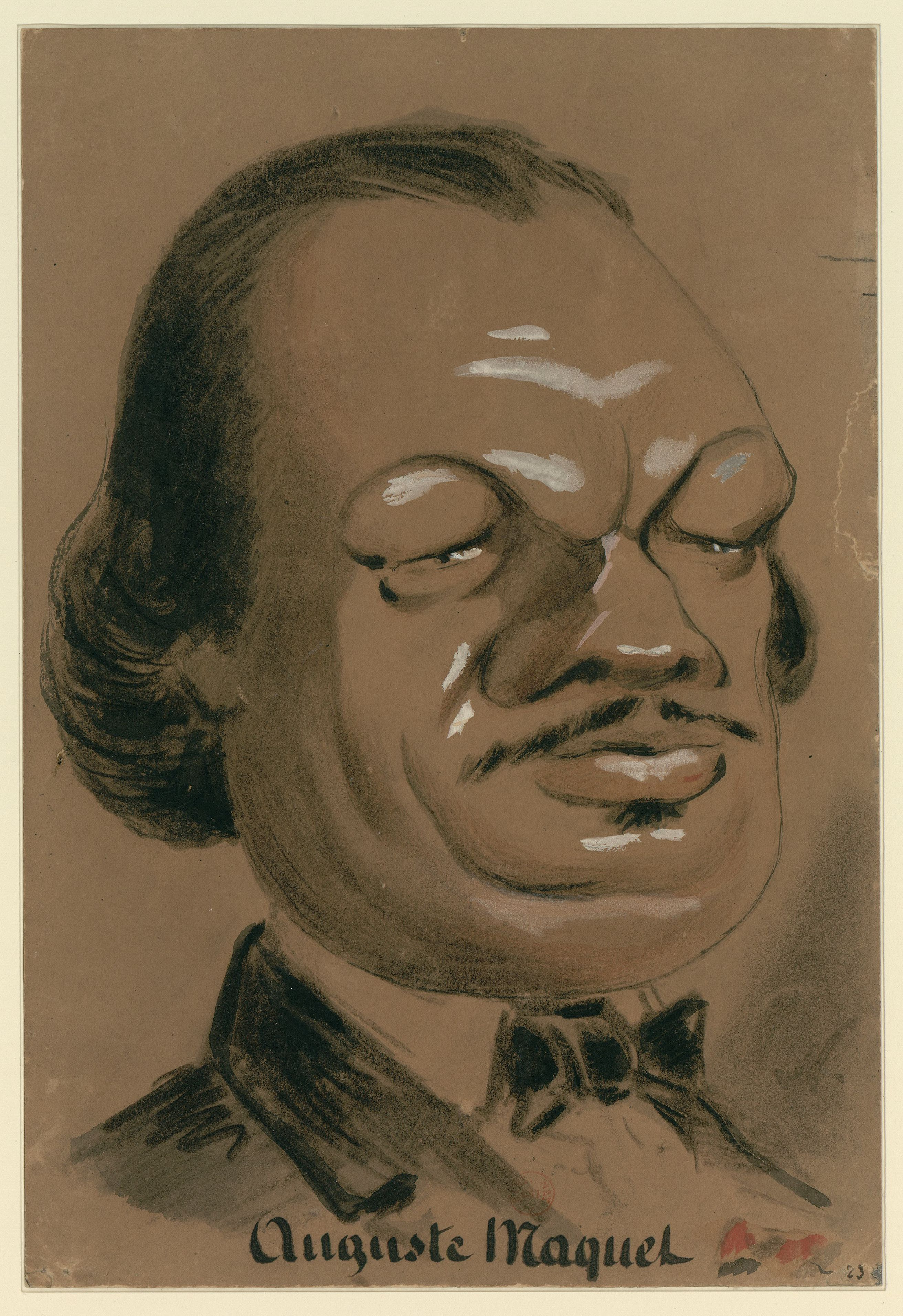
Auguste Maquet. Caricature par Nadar, 1854.

Cependant, certains éléments montrent qu'au moins certaines parties étaient reprises sans aucune modification de la part de Dumas. Il y a par exemple une lettre de Matharel de Fiennes à Auguste Maquet :

« Paris, le 22 janvier 1858

Mon cher Maquet,

Deux lignes pour vous dire que je viens de lire le compte rendu de votre procès et que mon témoignage peut rectifier une erreur. En 1849 — je ne puis préciser la date — le Siècle publiait Le Vicomte de Bragelonne. Perrée était absent et je le remplaçais. On m'avertit à six heures du soir que le feuilleton qu'on était allé chercher à Saint-Germain, chez Alexandre Dumas, était perdu. Il fallait au Siècle son feuilleton, le feuilleton est dans sa charte. Les deux auteurs m'étaient connus, l'un habitait à Saint-Germain, l'autre à Paris. J'allai trouver celui qui était le plus facile à joindre. Vous alliez vous mettre à table. Vous eûtes la bonté de laisser là votre dîner et vous vîntes vous installer dans le cabinet de direction. Je vous vois encore à l'œuvre. Vous écriviez entre une tasse de bouillon et un verre de vin de Bordeaux que vous teniez de la munificence du Siècle. De sept heures à minuit, les feuillets se succédèrent, je les passais de quart d'heure en quart d'heure aux compositeurs. À une heure du matin, le journal était tiré avec son Bragelonne.

Le lendemain on m'apporta le feuilleton de Saint-Germain qui avait été retrouvé sur la route. Entre le texte Maquet et le texte de Dumas il y avait une trentaine de mots qui n'étaient pas absolument les mêmes, sur 500 lignes qui composaient le feuilleton.

Voilà la vérité. Faites de cette déclaration ce que vous voudrez.

[…] »

Gustave Simon a publié des documents qui établissent, notamment, que des feuilletons entiers étaient de la main du seul Maquet, aussi bien pour Le Vicomte de Bragelonne que pour Ange Pitou. Maquet est l'auteur du dernier chapitre du Vicomte de Bragelonne, qui met en scène la mort de d'Artagnan. Louis Perrée, le directeur du Siècle, trouvant que Dumas avait terminé le roman trop abruptement, commanda à Maquet un dernier chapitre pour clore définitivement l'histoire. Maquet écrivit le chapitre, puis l'envoya à Dumas, qui le remania. On constate à la lecture de ce chapitre, que Dumas n'en a pas retouché les premières pages, mais qu'il en a refondu toute la deuxième moitié, lui infusant ainsi un peu de vie. La différence de style est assez apparente pour qu'il soit possible de faire la part de ce qui revient à chacun.
La Revue du monde catholique résume la situation dans son résumé de Critiques et Croquis, une œuvre d'Eugène Veuillot : 

« L'auteur touche à la plaie du mercantilisme littéraire, et rappelle à ce propos le bruyant procès entre M. Maquet et M. Alexandre Dumas. Tout était commercial dans l'intime association aussi bien que dans les démêlés de ces deux hommes de lettres. M. Eugène Veuillot a émaillé les plaidoiries de comiques parenthèses et rendu la physionomie du débat comme pas un chroniqueur judiciaire. Il n'y a rien de tel que de n'être pas du métier pour voir juste, quand, du reste, à l'avantage de n'être pas un homme spécial on joint beaucoup de sens et d'esprit. Quelques traits : les bouts de ligne étaient payés à M. Dumas, par ses éditeurs, le même prix que la ligne entière. Ceci peut expliquer cette lèpre de mots parasites et encombrants qui s'étend sur les récits et le dialogue, même aux endroits mouvementés. — M. Eugène Veuillot pose la question si la clause (des bouts de ligne) est née du genre, ou si c'est le genre qui est né de la clause ?
À ce propos, une anecdote unique : les deux associés fabriquaient un roman dont l'action se passait sous le règne de Louis XIV. M. Auguste Maquet, qui tenait la plume, comme à peu près toujours, venait de poser un paysan à l'affût dans un champ. M. Dumas ajoute : de pommes de terre. — Réclamation de M. Maquet ; il y a anachronisme ; la culture de la pomme de terre ne remonte pas plus haut que Louis XV. M. Dumas rature pommes de terre et met à la place pommes d'amour : le bout de ligne est tout de même gagné. Il est remarquable qu'à l'époque même de leur meilleur accord, M. Dumas et M. Maquet, ce dernier surtout, retenaient avec soin les moindres billets qu'ils s'écrivaient. On tira un grand parti, dans le débat, de cette correspondance, abondante en révélations curieuses. « De part et d'autre, dit M. Veuillot, on était sur ses gardes : c'est ce « qu'on appelle la fraternité littéraire. » En somme, pourtant, rien n'était plus démontré que la large coopération de M. Maquet dans environ soixante volumes signés de M. Alexandre Dumas seul ; et, nous en faisons l'aveu, nous étions de ceux qui virent avec quelque surprise le tribunal refuser à M. Maquet le droit de copropriété sur La Dame de Monsoreau, le Comte de Monte-Cristo, etc. M. Eugène Veuillot a redressé cette opinion et prouvé mieux que personne le bien-jugé de la sentence. M. Auguste Maquet avait, dans cette bizarre association, abdiqué toute personnalité et toute conscience littéraire ; il travaillait sur commande et vendait sa copie à M. Dumas, comme d'autres fournisseurs lui vendaient du papier et des plumes. Les phrases pudiques sur l'art, sur le droit au partage de la renommée, ne pouvaient donner le change à personne, et l'intérêt du procès n'était qu'un intérêt d'argent. Cela était d'une évidence brutale à défier tous les euphémismes. M. Maquet ne voulait être copropriétaire que pour éviter d'être créancier de la faillite de M. Dumas, et ne pas subir le 25 %, comme les autres créanciers. À ce marchand on a appliqué la règle du Code de Commerce et la loi égalitaire de la faillite. C'était justice, et cela entrait au mieux dans la couleur locale. »

La relation d'Auguste Maquet avec Alexandre Dumas est le thème du film L'Autre Dumas réalisé par Safy Nebbou et de la pièce de théâtre Signé Dumas co-écrite par Cyril Gély et Eric Rouquette.

## Œuvres collectives Dumas-Maquet
Romans
- Le Chevalier d'Harmental
- Sylvandire
- Les Trois Mousquetaires
- Vingt ans après
- La Reine Margot
- Le Comte de Monte-Cristo
- La Dame de Monsoreau
- Le Chevalier de Maison-Rouge
- Joseph Balsamo (roman)
- Le Bâtard de Mauléon
- Les Mémoires d'un médecin
- Le Collier de la reine
- Le Vicomte de Bragelonne
- Ange Pitou
- Ingénue
- Olympe de Clèves
- La Tulipe noire
- Les Quarante-cinq
- La Guerre des femmes

Théâtre

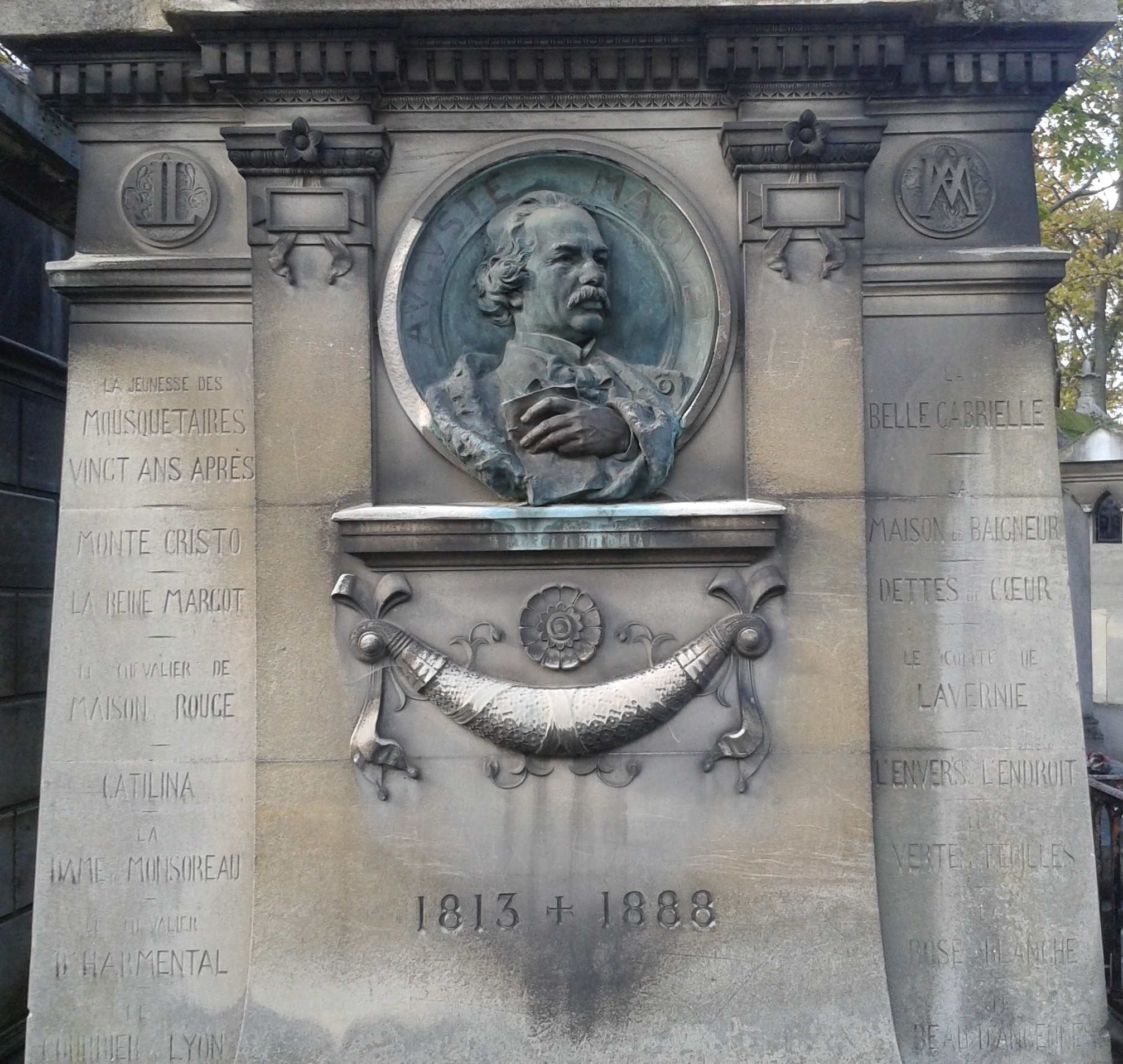
Tombe d'Auguste Maquet au cimetière du Père-Lachaise.

- Les Trois Mousquetaires, drame en 5 actes, 1845
- La Reine Margot, drame en 5 actes et 16 tableaux, 1847
- Le Chevalier de Maison-Rouge, épisode du temps des Girondins, drame en 5 actes et 12 tableaux, 1847
- Le Comte de Monte-Cristo, drame en 5 actes, 1848
- Catilina, drame en 5 actes et 7 tableaux, 1848
- La Jeunesse des mousquetaires, drame en 5 actes, en 12 tableaux, 1849
- Le Chevalier d'Harmental, drame en 5 actes et 10 tableaux, 1849
- La Guerre des femmes, drame en 5 actes et 10 tableaux, 1849
- Urbain Grandier, drame en 5 actes, 1850
- Le Comte de Morcef, drame en 5 actes et 10 tableaux, 1851
- Villefort, drame en 5 actes et 6 tableaux, 1851
- Le Vampire
- La Dame de Monsoreau, drame en 5 actes, 1860

## Œuvres de Maquet
Auguste Maquet a écrit seul :
- De La Fontaine comparé comme fabuliste à Ésope et à Phèdre (thèse de doctorat ès lettres, soutenue en Sorbonne), 1832
- Le Beau d'Angennes, 1843
- Deux Trahisons, 1844
- une partie de l'Histoire de la Bastille, 1844
- Le Comte de Lavernie, 1852
- La Chute de Satan (suite du précédent), 1854
- La Belle Gabrielle[23], 1854-1855
- Dettes de cœur, 1857
- La Maison du baigneur[24], 1857
- La Rose blanche, 1858 (pour l'étranger) et 1859 (en France)
- L'Envers et l'Endroit, Épisode de la fin du règne de Louis XIV, 1858
- Les Vertes Feuilles, 1862
- Paris sous Louis XIV. Monuments et Vvues, Paris, Laplace, Sanchez et Cie, 1883

Il a écrit, en collaboration avec Auguste Jean François Arnould et Jules-Édouard Alboize de Pujol :
- Histoire de la Bastille[25], 1844

### Théâtre
Au théâtre, il a composé, seul :
- Bathilde, drame en 3 actes, 1839
- Le Château de Grantier, drame en 5 actes, 1852
- Le Comte de Lavernie, drame en 5 actes et 8 tableaux, 1854
- La Belle Gabrielle, drame en 5 actes et 10 tableaux, 1857
- Dettes de cœur, pièce en 5 actes, 1859
- La Maison du baigneur, drame en 5 actes, 1864
- Le Hussard de Bercheny, drame en 5 actes, 1865

Il a fait représenter, en collaboration avec Jules Lacroix :
- Valéria, drame en 5 actes, au Théâtre-Français, 1851
- La Fronde, musique de Louis Niedermeyer, à l'Opéra, 1853

Il a écrit en collaboration avec Théodore Anne :
- La Chambre rouge, drame en 5 actes, 1852
- L'Enfant du régiment, drame en 5 actes et 6 tableaux, 1854

### Adaptations au cinéma
- 1911 : Le Courrier de Lyon ou L'Attaque de la malle-poste d'Albert Capellani
- 2010 : L'Autre Dumas de Safy Nebbou. Auguste Maquet est interprété par Benoît Poelvoorde

## Sources et bibliographie
- Gustave Simon, Histoire d'une collaboration, Éditions G. Crès et Cie, 1919, d'où est extraite la lettre, p. 118-119
- Préface de La Belle Gabrielle, édition de 1891
- Bernard Fillaire, Alexandre Dumas, Auguste Maquet et associés, Bartillat, 2010.